# Exoprosopa dichotoma
Exoprosopa dichotoma är en tvåvingeart som först beskrevs av Ignaz Rudolph Schiner 1868.  Exoprosopa dichotoma ingår i släktet Exoprosopa och familjen svävflugor. Inga underarter finns listade i Catalogue of Life.